# Mauregato de Asturias
Mauregato (¿719?-m. 789) fue rey de Asturias entre los años 783 y 789, como hijo natural del monarca Alfonso I el Católico y una «sierva» del noroeste gallego.

## Reinado
Al morir Silo, marido de la reina Adosinda, fue elegido rey de Asturias el joven Alfonso II el Casto (hijo de Fruela I el Cruel) a instancias de la reina, en un intento de elevar al trono a un miembro de su linaje. Sin embargo, parte de la nobleza asturiana —que no había olvidado las acciones de Fruela— apoyó a Mauregato, quien encabezó una fuerte oposición hasta obligar a Alfonso a retirarse a tierras alavesas. Tras esto, Mauregato se hizo proclamar rey, apropiándose del poder en Asturias.
A Mauregato se le atribuye el llamado tributo de las cien doncellas. Según la leyenda, el rey habría pactado la ayuda del emir de Córdoba, Abderramán I, a cambio de dar un tributo anual de cien doncellas cristianas.
Un hecho sobresaliente del reinado de Mauregato fue la disputa ocasionada por la doctrina herética adopcionista en la que intervinieron Carlomagno, el obispo Elipando de Toledo y el monje Beato de Liébana.
Tras su muerte, los nobles eligen a Bermudo I el Diácono.

## Sepultura
Los restos del rey Mauregato recibieron sepultura en la iglesia de San Juan de Santianes de Pravia, en un sepulcro liso, y en la misma iglesia que habían sido sepultados el rey Silo y su esposa Adosinda, hija del rey Alfonso I el Católico y medio hermana de Mauregato. El historiador Tirso de Avilés y Hevia señaló que sobre la tumba del rey Mauregato fue esculpido el siguiente epitafio:

Hic iacet in Pravia qui pravus fuit.

Que traducido al castellano viene a decir:

"Aquí en Pravia yace el que fue depravado".

## Matrimonio y descendencia
Contrajo matrimonio con Creusa —aunque dicho matrimonio ha sido cuestionado por diversos historiadores modernos— y fruto de dicha unión habría nacido un hijo, Hermenegildo.
| Predecesor: Alfonso II | Rey de Asturias 783-789 | Sucesor: Bermudo I |